# Nestoritherium
Nestoritherium — вимерлий рід халікотерій; Вважається, що він існував від пізнього міоцену до раннього плейстоцену (11.6–0.781 млн років тому). Цей діапазон робить Nestoritherium одним із останніх датованих халікотерій. Він був знайдений у викопних місцях у М'янмі та Китаї.
Рід Nestoritherium був встановлений німецьким палеонтологом Йоганном Якобом Каупом у 1859 році для виду, який тоді був відомий як Chalicotherium sivalense, сам названий у 1843 році Фальконером і Котлі на основі матеріалів раннього плейстоцену з Індії. Укорочена мордочка та брахіодонтний зуб припускають, що він належить до підродини Chalicotheriinae.
Nestoritherium fuguense був названий на основі часткового матеріалу нижньої щелепи та піднебіння з міоценових пластів у окрузі Фугу, Китай у 2014 році.
Матеріал, що складається з фрагментів верхнього та нижнього корінних зубів, отриманих із (ранньоплейстоценової) формації Іраваді в М’янмі, було віднесено до роду Nestoritherium. Стегнова кістка можливого калікотерового походження була знайдена в пліоценових відкладеннях в Єнанг'яуні в 1897 році.